# Le Bois-Robert
Le Bois-Robert és un municipi francès situat al departament del Sena Marítim i a la regió de Normandia. L'any 2014 tenia 331 habitants.

## Demografia

### Població
El 2007 la població de fet de Le Bois-Robert era de 323 persones. Hi havia 118 famílies de les quals 20 eren unipersonals (8 homes vivint sols i 12 dones vivint soles), 41 parelles sense fills, 53 parelles amb fills i 4 famílies monoparentals amb fills.
La població ha evolucionat segons el següent gràfic:
Habitants censats

### Habitatges
El 2007 hi havia 128 habitatges, 121 eren l'habitatge principal de la família, 5 eren segones residències i 2 estaven desocupats. Tots els 128 habitatges eren cases. Dels 121 habitatges principals, 112 estaven ocupats pels seus propietaris, 8 estaven llogats i ocupats pels llogaters i 1 estava cedit a títol gratuït; 1 tenia una cambra, 4 en tenien dues, 13 en tenien tres, 35 en tenien quatre i 68 en tenien cinc o més. 99 habitatges disposaven pel capbaix d'una plaça de pàrquing. A 42 habitatges hi havia un automòbil i a 65 n'hi havia dos o més.

### Piràmide de població
La piràmide de població per edats i sexe el 2009 era:
| Homes | Edats   | Dones |
| ----- | ------- | ----- |
| 0     | 95 o +  | 0     |
| 0     | 90 a 94 | 0     |
| 0     | 85 a 89 | 0     |
| 4     | 80 a 84 | 0     |
| 0     | 75 a 79 | 0     |
| 0     | 70 a 74 | 4     |
| 8     | 65 a 69 | 0     |
| 8     | 60 a 64 | 12    |
| 20    | 55 a 59 | 16    |
| 8     | 50 a 54 | 16    |
| 8     | 45 a 49 | 12    |
| 20    | 40 a 44 | 24    |
| 8     | 35 a 39 | 0     |
| 8     | 30 a 34 | 8     |
| 4     | 25 a 29 | 8     |
| 8     | 20 a 24 | 8     |
| 4     | 15 a 19 | 28    |
| 0     | 10 a 14 | 4     |
| 4     | 5 a 9   | 4     |
| 12    | 0 a 4   | 8     |

## Economia
El 2007 la població en edat de treballar era de 204 persones, 146 eren actives i 58 eren inactives. De les 146 persones actives 137 estaven ocupades (75 homes i 62 dones) i 9 estaven aturades (3 homes i 6 dones). De les 58 persones inactives 23 estaven jubilades, 12 estaven estudiant i 23 estaven classificades com a «altres inactius».

### Ingressos
El 2009 a Le Bois-Robert hi havia 122 unitats fiscals que integraven 327 persones, la mediana anual d'ingressos fiscals per persona era de 19.028 €.

### Activitats econòmiques
Dels 5 establiments que hi havia el 2007, 2 eren d'empreses de construcció, 1 d'una empresa de comerç i reparació d'automòbils i 2 d'empreses de transport.
Dels 2 establiments de servei als particulars que hi havia el 2009, 1 era una lampisteria i 1 empresa de construcció.
L'any 2000 a Le Bois-Robert hi havia 9 explotacions agrícoles que ocupaven un total de 204 hectàrees.

## Equipaments sanitaris i escolars
El 2009 hi havia una escola elemental integrada dins d'un grup escolar amb les comunes properes formant una escola dispersa.

## Poblacions més properes
El següent diagrama mostra les poblacions més properes.